# آثار برجسته غربی

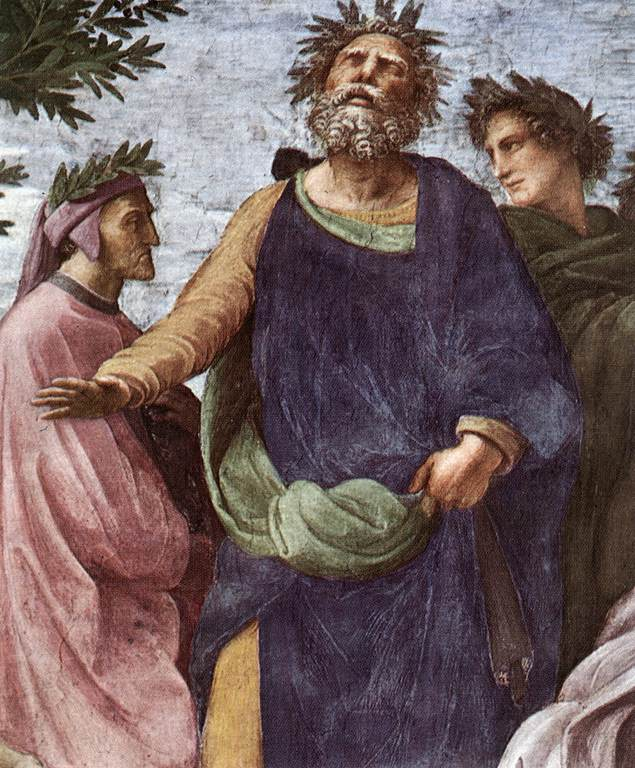
دانته آلیگیری، هومر و ویرژیل در فرسکو پارناسوس اثر رافائل (۱۵۱۱)، از شخصیت‌های کلیدی آثار برجسته غربی.

آثار برجسته غربی (انگلیسی: Western canon) آثاری از میان کتاب‌ها، موسیقی و هنر غرب است که محققان آن‌ها را مهم‌ترین و مؤثرترین آثار در شکل‌دادن به فرهنگ غربی می‌دانند. این آثار شامل ادبیات داستانی، غیرداستانی، شعر، درام، موسیقی، هنر، مجسمه‌سازی و معماری هستند که عموماً شایستگی هنری زیادی دارند و نماینده فرهنگ فرادست اروپا و آمریکای شمالی هستند. جان سرل استاد فلسفه دانشگاه کالیفرنیا پیشنهاد داده که آثار برجسته غربی می‌توانند آثار خاصی در سنت فکری غرب باشند که در فلسفه از سقراط به ویتگنشتاین می‌رسد و در ادبیات از هومر تا جیمز جویس. کتاب مقدس نیز که محصولی از فرهنگ خاورمیانه است، قابلیت مهمی در شکل‌دادن به فرهنگ غربی داشته‌است و الهام‌بخش برخی از بزرگ‌ترین بناهای بشر در تفکر، ادبیات و هنر بوده‌است.
نوشته‌شدن کتاب‌های برجسته غرب در زمینه‌های ادبیات غربی و فلسفه غرب در طول زمان تقریباً ثابت بوده، اگرچه به مرور زمان زنان و اقلیت‌های نژادی بیشتر در آن دخیل شده‌اند. در حالی که آثار برجسته موسیقایی و هنرهای بصری همواره فراگیر بودند و تمامی قرون وسطی را پوشش می‌دادند؛ گرچه در سده‌های بعد از آن این اقبال به شدت فروکش کرد. در طول سده بیستم میلادی توجه‌ها به سوی فرهنگ آسیا، آفریقا، خاورمیانه و آمریکای جنوبی جلب شد. این توجه به ویژه در مستعمرات کشورهای اروپایی چشمگیر بود و این مستعمرات شروع به تولید آثاری برجسته هم در ادبیات و هم در دیگر هنرها کردند. این توجه و تغییر به‌خصوص در جوایز نوبل اهدا شده در ادبیات منعکس شده‌است. بااین‌حال برخی نمونه‌ها از رسانه‌های تازه‌تری مثل سینما موقعیتی متزلزل و اتفاقی در میان آثار برجسته یافته‌اند.
دست‌کم از دهه ۱۹۶۰ میلادی بحث‌هایی پی‌درپی در مورد ماهیت و وضعیت آثار برجسته به‌خصوص در آمریکا درگرفته‌است. ریشه بسیاری از این بحث‌ها در نظریه انتقادی، فمینیسم، نظریه نژادی انتقادی و مارکسیسم بوده‌است. به ویژه مطالعات پست‌مدرنیسم که معتقد است بدنه دانش دارای سوگیری است؛ چراکه تمرکز سنتی مطالعات دانشگاهی در فرهنگ غربی و تاریخ روی آثار تولیدشده به دست مردان غربی بوده‌است.